# Bothrochilus boa
Bothrochilus boa är en ormart som beskrevs av Schlegel 1837. Bothrochilus boa ingår i släktet Bothrochilus och familjen Pythonidae. Inga underarter finns listade.
Arten förekommer i låglandet och i kulliga områden på Bismarckarkipelagen upp till 500 meter över havet. Habitatet utgörs av regnskogar men Bothrochilus boa besöker även skogsgläntor, öppna områden nära vattendrag och fruktträdodlingar.
Denna orm gräver ofta i lövskiktet. Antagligen är den aktiv mellan skymningen och gryningen. Bothrochilus boa jagar bland annat mindre ormar av släktet Dendelaphis.
Flera exemplar fångas och säljs som terrariedjur. Allmänt är arten vanligt förekommande. Den listas av IUCN som livskraftig (LC).